# 天津蓟县中上元古界国家级自然保护区
天津蓟州区中、上元古界国家级自然保护区位于天津蓟州区北部，面积范围约为8平方公里，长24公里，宽350米。1984年经中华人民共和国国务院批准，成为中国第一个国家级自然保护区，其主要保护对象为中元古界、上元古界的标准剖面。
该保护区拥有地学资料、自然景观、学术研究等科学研究价值。1959年，在中国地质会议上，蓟州区剖面被确定为中国中、上元古界的标准剖面。联合国教科文组织的分支机构地质科学联合会也把蓟州区中上元古界的标准地层作为前寒武纪地质研究的重要保护区之一。
1989年，建立了中上元古界地质陈列馆。